# Caitlin Sweet
Caitlin Sweet, född 1970, är en kanadensisk fantasyförfattare. Hon debuterade med romanen A Telling of Stars 2003.